# 加藤匠人
加藤 匠人（かとう たくと、1999年5月9日 - ）は、埼玉県川口市出身のプロサッカー選手。JFL・沖縄SV所属。ポジションはミッドフィールダー。

## 来歴

### プロ入り前
柏レイソルの下部組織出身でU-12からU-18までプレーし、高校卒業後は筑波大学に進学。筑波大学では主力選手として活躍。
2021年6月に 柏レイソルへの2022年度からの入団が内定。同月には 特別指定選手に登録された 。

### 柏レイソル
2022年、柏レイソルに正式加入。同年3月2日、YBCルヴァンカップGS第2節・北海道コンサドーレ札幌戦でプロデビュー。また、5月14日のJ1リーグ第13節のガンバ大阪戦で途中出場からリーグ戦デビューを果たした。

### 福島ユナイテッドFC
2024年、福島ユナイテッドFCに期限付き移籍。

### テゲバジャーロ宮崎
2024年12月12日、テゲバジャーロ宮崎へ完全移籍する事が発表された。しかし出場機会は与えられなかった。

### 沖縄SV
2025年8月18日、JFLの沖縄SVに期限付き移籍を発表。

## 所属クラブ
- FCアビリスタ（川口市立舟戸小学校）
- 柏レイソルU-12（川口市立舟戸小学校）
- 2012年 - 2014年 柏レイソルU-15（川口市立南中学校）
- 2015年 - 2017年 柏レイソルU-18（日本体育大学柏高等学校）
- 2018年 - 2021年 筑波大学
  - 2021年6月 - 同年12月  柏レイソル（特別指定選手）
- 2022年 - 2024年  柏レイソル
  - 2024年  福島ユナイテッドFC（期限付き移籍）
- 2025年 -  テゲバジャーロ宮崎
  - 2025年8月 -  沖縄SV（期限付き移籍）

## 個人成績
| 国内大会個人成績 | 国内大会個人成績 | 国内大会個人成績 | 国内大会個人成績 | 国内大会個人成績 | 国内大会個人成績 | 国内大会個人成績 | 国内大会個人成績 | 国内大会個人成績 | 国内大会個人成績 | 国内大会個人成績 | 国内大会個人成績 |
| 年度             | クラブ           | 背番号           | リーグ           | リーグ戦         | リーグ戦         | リーグ杯         | リーグ杯         | オープン杯       | オープン杯       | 期間通算         | 期間通算         |
| 年度             | クラブ           | 背番号           | リーグ           | 出場             | 得点             | 出場             | 得点             | 出場             | 得点             | 出場             | 得点             |
| 日本             | 日本             | 日本             | 日本             | リーグ戦         | リーグ戦         | リーグ杯         | リーグ杯         | 天皇杯           | 天皇杯           | 期間通算         | 期間通算         |
| ---------------- | ---------------- | ---------------- | ---------------- | ---------------- | ---------------- | ---------------- | ---------------- | ---------------- | ---------------- | ---------------- | ---------------- |
| 2022             | 柏               | 30               | J1               | 11               | 0                | 4                | 0                | 1                | 0                | 16               | 0                |
| 2023             | 柏               | 30               | J1               | 3                | 0                | 3                | 0                | 1                | 0                | 7                | 0                |
| 2024             | 福島             | 30               | J3               | 14               | 0                | 0                | 0                | 2                | 1                | 16               | 1                |
| 2025             | 宮崎             | 5                | J3               | 0                | 0                | 0                | 0                | -                | -                | 0                | 0                |
| 2025             | 沖縄             |                  | JFL              |                  |                  | -                | -                | -                | -                |                  |                  |
| 通算             | 日本             | 日本             | J1               | 14               | 0                | 7                | 0                | 2                | 0                | 23               | 0                |
| 通算             | 日本             | 日本             | J3               | 14               | 0                | 0                | 0                | 2                | 1                | 16               | 1                |
| 通算             | 日本             | 日本             | JFL              |                  |                  | -                | -                | -                | -                |                  |                  |
| 総通算           | 総通算           | 総通算           | 総通算           | 28               | 0                | 7                | 0                | 10               | 1                | 36               | 1                |

・2021年 特別指定選手としての公式戦出場無し
出場歴
- Jリーグ初出場 2022年5月14日 J1第13節 ガンバ大阪戦（三協フロンテア柏スタジアム）